# فكر كمالي

الأسهم الستة

الفكر الكمالي أو الكمالية هي الأيديولوجية التأسيسية للجمهورية التركية وتعرف "الكمالية"، التي تم تنفيذها من قبل مصطفى كمال أتاتورك، على إنها إصلاحات سياسية واجتماعية وثقافية ودينية واسعة النطاق تهدف إلى فصل الدولة التركية الجديدة عن سلفها العثماني واحتضان أسلوب المعيشة الغربي،  بما في ذلك إقامة الديمقراطية والعلمانية ودعم الدولة للعلوم والتعليم المجاني، وقد تم تقديم الكثير منها لأول مرة إلى تركيا خلال رئاسة أتاتورك في إصلاحاته.
بدأت العديد من الأفكار الجذرية عن الكمالية في أواخر عصر الدولة العثمانية تحت إصلاحات مختلفة لتجنب الانهيار الوشيك للدولة، بدايةً بشكل رئيسي بإصلاحات التنظيمات العثمانية في أوائل القرن التاسع عشر. وفي منتصف القرن حاولت حركة العثمانيين الشباب إنشاء إيديولوجية قومية عثمانية لقمع القومية العرقية الصاعدة في الدولة وإدخال ديمقراطية محدودة للمرة الأولى مع الحفاظ على التأثيرات الإسلامية. وفي أوائل القرن العشرين، تخلّت تركيا الفتاة عن القومية العثمانية لصالح قومية تركية مبكرة، مع تبنّي نظرة سياسية علمانية. وبعد زوال الدولة العثمانية، قاد أتاتورك إعلان جمهورية تركيا في عام 1923م، متأثرًا بكل من العثمانيين الشباب وتركيا الفتاة،  بالإضافة إلى نجاحاتهم وإخفاقاتهم، مستديناً من الحركات السابقة أفكار علمانية وقومية تركية، وفي الوقت نفسه أدخل التعليم المجاني لأول مرة  وغيرها من الإصلاحات التي كرسها القادة اللاحقون في المبادئ التوجيهية لحكم تركيا.